# GoldLink
GoldLink, właśc. DeAnthony William Carlos (ur. 17 maja 1993 r. w Waszyngtonie) – amerykański raper i wokalista.

## Życiorys
Ukończył Hayfield Secondary School w miejscowości Alexandria w stanie Wirginia. Jego pierwszy mixtape, The God Complex, ukazał się w 2014 i zebrał pozytywne recenzje. Magazyn Spin uznał płytę za jedno z najlepszych wydawnictw hip-hopowych roku. GoldLink nawiązał współpracę z producentem Rickiem Rubinem i zaczął nagrywać kolejny album. At What Cost, jego studyjny, długogrający debiut, miał premierę w marcu 2017 roku. Krążek spotkał się z aprobatywnym odbiorem wśród krytyków i zajął miejsce 127. notowania Billboard 200. Pochodzący z albumu singiel, „Crew”, uplasował się na pozycji 45. listy Billboard Hot 100, a także uzyskał nominację do nagrody Grammy w kategorii Best Rap/Sung Performance. GoldLink brał udział w nagrywaniu piosenki „Like I Do”, która znalazła się na ósmym albumie studyjnym Christiny Aguilery Liberation (2018) i została wydana jako singiel promujący to wydawnictwo. W grudniu 2018 utwór nominowano do nagrody Grammy.

## Dyskografia
Albumy studyjne
| Tytuł        | Szczegóły albumu |
| ------------ | --- |
| At What Cost | - Data wydania: 24 marca, 2017 - Wytwórnia: RCA Records - Format: CD, płyta gramofonowa, digital download                  |
| Diaspora     | - Data wydania: 12 czerwca, 2019 - Wytwórnia: RCA Records, Squaaash Club - Format: CD, płyta gramofonowa, digital download |
| Haram!       | - Data wydania: 18 czerwca, 2021 - Wytwórnia: RCA Records, SONY - Format: digital download, streaming                      |

Mixtape'y
| Tytuł                          | Szczegóły mixtape'u                                                                                       |
| ------------------------------ | --- |
| The God Complex                | - Data wydania: 22 lipca, 2014 - Wytwórnia: Squaaash Club - Format: digital download                      |
| And After That, We Didn't Talk | - Data wydania: 6 listopada, 2015 - Wytwórnia: Soulection - Format: digital playground, płyta gramofonowa |

## Nagrody i nominacje
| Rok  | Nagrody                   | Kategoria                            | Nominowana płyta / utwór                 | Wynik     |
| ---- | ------------------------- | ------------------------------------ | ---------------------------------------- | --------- |
| 2018 | Nagroda Grammy            | Najlepsza Współpraca Rapowa/Śpiewana | "Crew"                                   | Nominacja |
| 2018 | iHeart Radio Music Awards | Najlepszy nowy hip-hopowy artysta    | Himself                                  | Nominacja |
| 2018 | BET Awards                | Najlepszy nowy artysta               | Himself                                  | Nominacja |
| 2019 | Nagroda Grammy            | Najlepsza Współpraca Rapowa/Śpiewana | "Like i Do" (razem z Christiną Aguilerą) | Nominacja |